# Oshigambo
Oshigambo ist eine Siedlung im Wahlkreis Oniipa in der Region Oshikoto im Norden Namibias. Sie liegt am gleichnamigen Trockenfluss Oshigambo unweit nördlich der Etosha-Pfanne.
Oshigambo hat seit dem 8. November 2006 den Status einer Siedlung. Seit 2023 ist es im Gespräch der Siedlung den Stadtstatus zu verleihen.
Die Siedlung verfügt über eine Grundschule sowie eine weiterführende Schule. Die Oshigambo High School wurde unter anderem von Phil ya Nangoloh und Ben Ulenga besucht.

## Söhne und Töchter der Siedlung
- Peya Mushelenga (* 1975), Politiker und Minister
- Jesaya Nyamu (* 1942), Politiker und Minister
- Penda Ya Ndakolo (* 1960), Politiker und Minister